# Similkameen River
Der Similkameen River ist ein Fluss im Süden der kanadischen Provinz British Columbia, welcher südlich von Oroville im US-Bundesstaat Washington in den Okanagan River mündet; er gehört somit zum System des Columbia River.

## Flusslauf
Der Fluss entspringt im E.C. Manning Provincial Park in der Kaskadenkette, dem gewundenen Verlauf des Tals folgt der British Columbia Highway 3 (Crowsnest Highway) bis zum Reservat der Lower Similkameen Band; die Grenze zu den USA wird südlich von Keremeos bei (⊙) überquert. Der Fluss trennt einerseits die Hauptkette des Kaskaden-Gebirges von der Okanagan Range als auch diese vom Thompson-Plateau. Hauptzuflüsse des Similkameen River sind Pasayten River, Tulameen River und Ashnola River.